# Euploea bohemanni
Euploea bohemanni är en fjärilsart som beskrevs av Moore 1883. Euploea bohemanni ingår i släktet Euploea och familjen praktfjärilar. Inga underarter finns listade i Catalogue of Life.